# Матвієво-Курганська волость
Матвієво-Курганська волость — історична адміністративно-територіальна одиниця Міуського, потім Таганрізького округу Області Війська Донського з центром у слободі Матвіїв Курган.
Станом на 1873 рік складалася зі слободи та 3 селищ. Населення — 2480 осіб (1278 чоловічої статі та 1202 — жіночої), 361 дворове господарство і 4 окремих будинки.
Поселення волості:
- Матвіїв Курган — слобода над річкою Міус за 80 верст від окружної станиці та за версту від станції Матвіїв Курган Курсько-Харківсько-Азовської залізниці, 1213 осіб, 181 дворове господарство та окремий будинок, у господарствах налічувалось 171 плуг, 246 коней, 250 пар волів, 1022 вівці;
- Новоселівка — селище над річкою Міус за 70 верст від окружної станиці та за 6 верст від станції Матвіїв Курган Курсько-Харківсько-Азовської залізниці, 617 осіб, 95 дворових господарств;
- Каменський-Андріанів — селище над річкою Каменка за 80 верст від окружної станиці, 577 осіб, 73 дворових господарства та 3 окремих будинки;
- Курючинський — селище над річкою Каменка за 86 верст від окружної станиці, 73 особи, 12 дворових господарств.